# Rio Jouanne
O rio Jouanne é um rio localizado na França. Nasce na comuna de Sainte-Gemmes-le-Robert (departamento de Mayenne) e após um percurso de 58,5 km conflui com o rio Mayenne entre Entrammes e L'Huisserie.
Entre as comunas e cidades do seu percurso estão:
Sainte-Gemmes-le-Robert (foce), Évron, Mézangers, Neau, Saint-Christophe-du-Luat, Brée, Montsûrs, Gesnes, Saint-Céneré, Argentré, Bonchamp-lès-Laval, Louvigné, Parné-sur-Roc, Forcé, Entrammes, L'Huisserie.